# Ballet Clásico y Moderno Municipal de Asunción
El Ballet Clásico y Moderno Municipal fue creado en la Ciudad de Asunción en 1972. Tala Ern de Retivoff fue su fundadora y primera directora. Tiene como sede el Teatro Municipal Ignacio A. Pane
Pocos años más tarde se fusiona con el Ballet Moderno Municipal creado en 1971 por María Retivoff, adoptando el nombre de Ballet Clásico y Moderno Municipal. 

## Historia
A fines de 1973, con la partida de Tala al Perú, asumió la dirección hasta 1978, Teresa Capurro. Durante ese período ambas compañías se fusionaron. Un año después toma la dirección la bailarina del Teatro Colón de Buenos Aires, Nidya Neumayer.
Más adelante, se sucedieron otros directores: Alcy Acuña, Emilio Barrientos, Nicole Dujkuis, Miguel Florenciañez, Rubén Franco, Elizabeth Laurent y Teresa Capurro.
En 1990, Miguel Bonnín ejerció la dirección realizando una reestructuración del elenco, convocando a audiciones. Dos años después, se creó la Asociación de Amigos del Ballet Municipal. En 1993, retornó como directora, Nicole Dujkuis y le sucedió Rubén Franco. Desde 1996, dirige nuevamente la compañía Miguel Bonnín hasta la fecha.

## Apoyo con el que cuenta
El Ballet Clásico y Moderno Municipal cuenta con el apoyo de la Asociación de Amigos del Ballet Municipal. Una entidad sin fines de lucro, creada en 1992, que promueve la difusión de la danza en el Paraguay y desde ese año busca la jerarquización, la excelencia y la profesionalización del Ballet Clásico y Moderno Municipal. Se encarga de la producción de los espectáculos de la Compañía.

## Repertorio
El Ballet Clásico y Moderno Municipal ha realizado gran cantidad de presentaciones de Ballets completos y otras coreografías, destacándose las siguientes :
• Al Dante
• Días de Locura
• Minué seguido de Tango
• Alter Ego
• Efímero
• Momento para un Idilio
• A media Noche
• El Bailarín y la Dama
• Nos Tango
• Andino
• El Bicho
• Paquita
• Arlequinada
• El Camino Perdido 
• Paraguay de mis amores
• Armonombres
• El Estampido del Trueno
• Paraguaype
• Arsy
• El mar
• Pax de Deux (repertorio clásico)
• Avalancha
• El Reto
• Pas de Quatre
• Baile de Graduados
• Emociones
• Pas de Trois de la Muñeca
• Ballet Concierto
• Encuentros
• Paseos
• Ballet Imperial
• Evasión
• Petrouschka
• Bienandanzas
• Formas
• Raíces
• Bolero
• Fénix
• Rapsodia Paraguaya
• Bolero´s
• Gala de los 25 años
• Reverie
• Carmen
• Giselle
• Revoltango
• Cascanueces
• Homenaje a Gene Kelly
• Romeo y Julieta
• Caudal Incesante
• Knoville
• Ryguasu Kokore
• Cellísimo
• La Dama de las Camelias
• Sheherezade
• Confidencias
• La Espera
• Sinfonía Clásica
• Coppelia
• La Fille Mal Gardée
• Sinfonía de los Salmos
• Coreografías de Miguel Bonnín
• Lago de los Cisnes
• Soy Yo
• Coreografías de Adriana Coll
• La Luna
• Tal Vez
• Coreografías de Oliver Patey
• Lande Jalouse
• Tangueando
• Coreografías de Sabine Pechuel
• La Silphide
• Tchaikovsky Pas de Deux
• Coreografías de Hilda Riverosq
• Las Cuatro Estaciones
• Tetagua Sapukai
• Corsario
• Las Llamas de París
• That´s All
• Cuerpo de Baile
• Las Silfides
• Tiempo de Percusión
• Danza de las Horas
• Llamado
• Tiempo para el Indio
• De Blanco y Negro
• Madame Butterfly
• Tres Guaranias
• Despertar Campesino
• Majísimo
• Trilogía
• Diana y Acteón
• Milagro de Amor
• Vals Triste
- Datos: Q16489423